# Sveti Jakov
Sveti Jakov – wieś w Chorwacji, w żupanii primorsko-gorskiej, w mieście Mali Lošinj. W 2011 roku liczyła 77 mieszkańców.